# شكلية قانونية
الشكلية القانونية (legal formalism) هي نظرية وصفية ونظرية معيارية لكيفية اتخاذ القضاة قرارهم في القضايا. بالمعنى الوصفي، تؤكد على أن القضاة يصلون إلى قراراتهم من خلال تطبيق مبادئ غير مثيرة للجدل على الحقائق؛ ويعتقد أن هناك منطقًا أساسيًا للعديد من المبادئ القانونية التي يمكن تطبيقها في حالات مختلفة. ويزعمون أن هذه المبادئ واضحة ويمكن لأي شخص لديه بعض الخبرة القانونية اكتشافها بسهولة. على النقيض من ذلك، يعتقد قاضي المحكمة العليا أوليفر ويندل هولمز جونيور أن "حياة القانون لم تكن منطقية: لقد كانت تجربة".يُنظر عمومًا إلى العصر الشكلي على أنه كان موجودًا من سبعينيات القرن التاسع عشر إلى عشرينيات القرن العشرين، لكن بعض العلماء ينكرون وجود الشكليات القانونية على الإطلاق في الممارسة العملية.
الهدف النهائي من الشكلية القانونية هو وصف المبادئ الأساسية في نظام واحد ومحدد يمكن تطبيقه ميكانيكيا - ومنه يأتي مصطلح "الفقه الميكانيكي". نقيض الشكلية هو الواقعية القانونية، والتي قيل إنها "ربما هي النظرية الأكثر انتشارًا ومقبولة حول كيفية وصول القضاة إلى القرارات القانونية".
يمكن توسيع هذا المفهوم الوصفي لـ "الشكلية القانونية" ليشمل النظرية المعيارية، التي ترى أنه يجب على القضاة أن يقرروا القضايا من خلال تطبيق مبادئ غير مثيرة للجدل على الوقائع؛ "يمكن تبرير القرارات القانونية السليمة باعتبارها استنتاجات صحيحة للقياسات المنطقية الاستنتاجية."